# Ophiodermella cancellata
Ophiodermella cancellata är en snäckart som först beskrevs av Carpenter 1864.  Ophiodermella cancellata ingår i släktet Ophiodermella och familjen kägelsnäckor. Inga underarter finns listade i Catalogue of Life.